# Taksonomia filogenetyczna
Taksonomia filogenetyczna – nauka o zasadach i metodach klasyfikowania obiektów o ustalonym pokrewieństwie. 
Metody taksonomii filogenetycznej mogą być stosowane tylko do takich obiektów, dla których możliwe jest zdefiniowanie relacji pokrewieństwa. Są to przede wszystkim organizmy żywe oraz ich geny, ale mogą też być memy lub ogólniej zbiory replikatorów, np. języki. Metody filogenetyczne stosowane są w informatyce do analizy wyników działania algorytmów genetycznych.
W przypadku klasyfikacji biologicznej taksonomia filogenetyczna klasyfikuje klady, tj. grupy organizmów mających wspólnego przodka. 
Przykładem taksonomii filogenetycznej jest PhyloCode. 